# Alucita ischalea
Alucita ischalea är en fjärilsart som beskrevs av Edward Meyrick 1905. Alucita ischalea ingår i släktet Alucita och familjen mångfliksmott, (Alucitidae). Inga underarter finns listade i Catalogue of Life.

## Bildgalleri

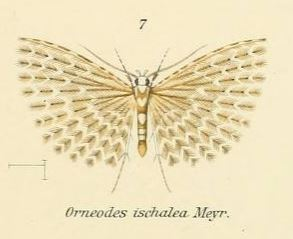